# Межуев, Борис Вадимович
Бори́с Вади́мович Межу́ев (род. 23 октября 1970, Москва, СССР) — российский философ, политолог и журналист, известный специалист в области истории русской философии. Кандидат философских наук, доцент. 
Главный редактор интернет-портала Terra America (с 2011), главный редактор «Агентства политических новостей» (2005—2007), шеф-редактор «Русского журнала» (2008—2010), заместитель главного редактора газеты «Известия» (2013—2016).

## Биография
Сын философа В. М. Межуева.
С 1977 по 1987 год учился в московской школе № 38 на Мичуринском проспекте. После её окончания поступил на философский факультет МГУ имени М. В. Ломоносова, который окончил в 1992 году. В 1997 году на кафедре истории русской философии философского факультета МГУ имени М. В. Ломоносова защитил диссертацию на соискание учёной степени кандидата философских наук по теме «Отечественные истоки философии Владимира Сергеевича Соловьёва (социокультурный контекст 70-90-х годов XIX в.)» (специальности 09.00.03 «История философии»).
В 1993—2001 годах — научный редактор журнала «Политические исследования», с 1 января 2000 года остался членом редакционной коллегии журнала.
С 1 сентября 1998 года — доцент кафедры истории русской философии философского факультета МГУ имени М. В. Ломоносова. Участвовал в подготовке полного собрания сочинений В. С. Соловьёва. С 1998 по 1999 год проходил стажировку в Техасском университете A&M (США).
С 2000 года — редактор отдела Электронного информационного центра «Полис».
С 2002 года — заместитель главного редактора журнала «Космополис».
В 2001—2004 годах — редактор интернет-портала «Русский Архипелаг».
Со 2 декабря 2002 года — член редакционной коллегии журнала «Соловьёвские исследования».
В 2005—2007 годах — главный редактор «Агентства политических новостей» (АПН).
В 2008—2010 годах — шеф-редактор «Русского журнала».
С 2011 года — соредактор интернет-портала Terra America.
С 2012 года — директор Фонда «Новая площадь».
В 2013—2016 годах — заместитель главного редактора газеты «Известия», с 1 октября 2013 года — член редакционной коллегии.
С 1 апреля 2014 года член редакционной коллегии интернет-портала Русская Idea (Политконсерватизм.ру).
С 2 июня 2014 года — член редакционной коллегии журнала «Тетради по консерватизму».
С 1 апреля 2015 — главный редактор журнала «Самопознание. Информационный бюллетень форума „Бердяевские чтения“».
Автор многочисленных статей в журналах «Политические исследования», «Pro et Contra», «Со-общение», «Смысл», «Политический журнал», «Апология», в электронных изданиях — «Русский архипелаг», «Русский журнал», «Агентство политических новостей». С 2011 года является колумнистом газеты «Известия». В том же году выпустил в свет монографию «Политическая критика Вадима Цымбурского». Один из авторов «Большой Российской энциклопедии».

## Научные труды
Автор более 200 научных работ, некоторые из которых переведены на иностранные языки. 

### Монографии
- Бляхер Л. Е., Межуев Б. В., Павлов А. В. Концепт «Революция» в современном политическом дискурсе. — СПб.: Алетейя, 2008. — 355 с. ISBN 978-5-91419-137-2
- Межуев Б. В. Политическая критика Вадима Цымбурского. — М.: Европа, 2012. — 199 с. ISBN 978-5-9739-0209-4
- Межуев Б. В. Перестройка-2. Опыт повторения. — М.: Весь мир, 2014. — 202 с. ISBN 978-5-7777-0578-5

### Учебники
- Философия в системе культуры. Ч. 1. Исторические типы философии. Вып. 2. — М.: МГТУ имени Н. Э. Баумана, 1998. — 186 с. (один из авторов)
- История русской философии. Учебник для вузов. / Под общ. ред. М. А. Маслина. — М.: Книжный дом Университет, 2008. — 639 с. ISBN ISBN 978-5-98227-300-0, 978-5-98227-487-8 (один из авторов)

### Энциклопедии
Большая Российская энциклопедия
- Неоконсерватизм : [арх. 15 июня 2022] / Межуев Б. В. // Нанонаука — Николай Кавасила [Электронный ресурс]. — 2013. — С. 409—410. — (Большая российская энциклопедия : [в 35 т.] / гл. ред. Ю. С. Осипов ; 2004—2017, т. 22). — ISBN 978-5-85270-358-3.

Русская философия. Энциклопедия
- Межуев Б. В. Гершензон, Михаил Осипович // Русская философия. Энциклопедия. / Под общ. ред. М. А. Маслина. — М.: Алгоритм, 2007. — С. 121—123.
- Межуев Б. В. Гиляров-Платонов, Никита Петрович // Русская философия. Энциклопедия. / Под общ. ред. М. А. Маслина. — М.: Алгоритм, 2007. — С. 123—124.
- Межуев Б. В. Кризис западной философии // Русская философия. Энциклопедия. / Под общ. ред. М. А. Маслина. — М.: Алгоритм, 2007. — С. 269—270.
- Межуев Б. В. Цертелев, Дмитрий Николаевич // Русская философия. Энциклопедия. / Под общ. ред. М. А. Маслина. — М.: Алгоритм, 2007. — С. 677—678.
- Межуев Б. В. Шопенгауэр в России // Русская философия. Энциклопедия. / Под общ. ред. М. А. Маслина. — М.: Алгоритм, 2007. — С. 700—701.

Енциклопедиjа Руске Философиjе
- Межуев Б. В. Гершензон, Михаил Осипович // Енциклопедиjа Руске Философиjе. — Beograd, Bačka Palanka: Logos, 2009. — С. 140—143
- Межуев Б. В. Гиљаров-Платонов // Енциклопедиjа Руске Философиjе. — Beograd, Bačka Palanka: Logos, 2009. — С. 144—145
- Межуев Б. В. Криза западне философиjе // Енциклопедиjа Руске Философиjе. — Beograd, Bačka Palanka: Logos, 2009. — С. 375—377
- Межуев Б. В. Цертељев, Дмитрий Николаевич // Енциклопедиjа Руске Философиjе. — Beograd, Bačka Palanka: Logos, 2009. — С. 963—964
- Межуев Б. В. Шопенхауер у Русиjи // Енциклопедиjа Руске Философиjе. — Beograd, Bačka Palanka: Logos, 2009. — С. 993—995.

Dictionnaire de la Philosophie Russe
- Crise De La Philosophie Occidentale (La) (Contre les positivistes) // Dictionnaire de la Philosophie Russe, место издания L’ Age d’ home France. — Paris-Lausanne, 2010. — P. 165—167
- Gerschenson // Dictionnaire de la Philosophie Russe, место издания L’ Age d’ home France. — Paris-Lausanne, 2010. — P. 298—301
- Schopenhauer en Russie // Dictionnaire de la Philosophie Russe, место издания L’ Age d’ home France. — Paris-Lausanne, 2010. — P. 748—751
- Tsertelev // Dictionnaire de la Philosophie Russe, место издания L’ Age d’ home France. — Paris-Lausanne, 2010. — P. 905—907

### Статьи
- Межуев Б. В.«Русская идея» перед вызовом современности // Вестник Московского университета. Серия 12: Политические науки. — 1993. — № 6. — С. 29—34
- Межуев Б. В. Понятие «национальный интерес» в российской общественно-политической жизни // Полис. Политические исследования. — 1997. — № 1. — С. 5—31.
- Межуев Б. В. Моделирование понятия «национальный интерес». На примере дальневосточной политики России конца XIX — начала XX в. // Полис. Политические исследования. — 1999.
- Межуев Б. В., Трифонов А. Г. Генерал-губернаторство в российской системе территориального управления // Полис. Политические исследования. — 2000. — № 5. — С. 19—26.
- Межуев Б. В. Вл. Соловьёв, Н. П. Гиляров-Платонов и «разложение славянофильства» // История философии. — 2000. — № 6. — С. 33—61.
- Межуев Б. В. Несколько слов о цикличности революций // Полис. Политические исследования. — 2002. — № 4. — С. 55—59.
- Межуев Б. В. Затерянный след: «Проблемы идеализма» в новом историческом контексте // Полис. Политические исследования. — 2002. — № 6. — С. 167—171.
- Межуев Б. В. Американский фундаментализм и русская «консервативная революция» // Логос. Спец. вып. «Война». — 2003. — С. 105—111.
- Межуев Б. В. Постколониальный переход и «транснационализация» гражданств // Полис. Политические исследования. — 2004. — № 5. — С. 19—27.
- Межуев Б. В., Градировский С. Н. «Глобальное гражданство» и пределы демократизации // Политическая наука. — 2004. — № 1. — С. 22—29
- Межуев Б. В. «Либеральная империя» Найла Фергюсона // Политическая наука. — 2004. — № 3. — С. 46-56
- Межуев Б. В. «Оранжевая революция»: восстановление контекста // Полис. Политические исследования. — 2006. — № 5. — С. 75—91.
- Межуев Б. В. Перспективы политической модернизации России // Полис. Политические исследования. — 2010. — № 6.
- Межуев Б. В. Революция — в сторону от Равенства и Свободы (по поводу книги Б. Капустина) // Логос. — 2012. — № 4. — С. 239—252.
- Шестопал Е. Б., Нестерова С. В., Смулькина Н. В., Макаренко Б. И., Кертман Г. Л., Межуев Б. В., Володенков С. В., Мельвиль А. Ю., Лапкин В. В., Гаман-Голутвина О. В., Штукина Т. А., Добрынина Е. П., Шутов А. Ю. Образы лидеров в массовом сознании накануне президентских выборов // Полис. Политические исследования. — 2012. — № 4. — С. 160—174.
- Межуев Б. В. Русский европеизм как предмет историко-философского разоблачения // Вестник Института социологии. — 2014. — № 2.
- Межуев Б. В. «У нас на глазах разваливалась страна, происходил титанический слом эпох, а тут люди сидят и занимаются феноменологией…» // Логос. — 2014. — № 4. — С. 56—65.
- Межуев Б. В. Как Вл. Соловьёв не стал Эдмундом Гуссерлем (Размышления над книгой Т. Неметом) // Вопросы философии. — 2016. — № 7. — С. 139—147.
- Вишневский А. Г., Кара-Мурза А. А., Лосев А. В., Малашенко А. В., Межуев Б. В., Миллер А. И., Ремизов М. В., Рыжков В. А., Хайретдинов Д. З., Ярлыкапов А. А., Лукьянов Ф. А. Между империей и нацией // Россия в глобальной политике. — 2017. — Т. 15. — № 1. — С. 195—205.
- Межуев Б. В. «Остров Россия» и российская политика идентичности // Россия в глобальной политике. — 2017. — № 2. — С. 116—129.
- Межуев Б. В. Есть ли у России свой «цивилизационный код», и в чём он может заключаться? // Вопросы философии. — 2018. — № 7. — С. 35—43.

## Публицистика
- Межуев Б. В. Тупики транснационализации // Неприкосновенный запас. — 2005. — № 1. — С. 21—24.
- Межуев Б. В. Современность и традиционализм: Политико-философские этюды // Москва. — 2007. — № 8. — С. 149—162.
- Межуев Б. В., Павлов А. В. Иной либерализм // Русский журнал. — 2008. — № 2. — С. 65—75.
- Межуев Б. В. Повесть о либеральном авторитаризме // Москва. — 2009. — № 2. — С. 182—189.
- Ашкеров А. Ю., Межуев Б. В. Модернизация как политическая программа (доклад Цеха политической критики) // Русский журнал. — 2010. — № 4.
- Ашкеров А. Ю., Межуев Б. В. Интеллектуальный класс и перспективы российской модернизации (доклад Цеха политической критики) // Русский журнал. — 2010. — № 7.
- Межуев Б. В. Декарт в мире Кафки // Русский журнал. — 2010.
- Русский Мир как объект геокультурного проектирования
- Вл. С. Соловьёв и петербургское общество 1890-х годов
- Новое евразийство
- Глобальное гражданство и пределы демократизации
- Ноам Хомский и ситуация наших дней
- Сотворение Космополиса

## Цитаты
[Сближение США и Китая с 1969 года] остановило движение научно-индустриального прогресса не только в СССР, но и в западном мире и в концов концов стало причиной нынешнего глобального тупика, в котором оказались не только отношения двух стран (прим. — России и США), но и, похоже, человеческая история как таковая.(2013)
- ...Я не видел ничего особо хорошего в республиканской правой Америке, ни трамповской, ни в особенности бушевской. Никакие «крестовые походы» против ислама, никакие протестантские эсхатологические мифы меня совсем не прельщали, и, честно говоря, прагматический реализм во внешней политике мне нравился больше идеологического сектантства. Мне казалось, что в современном либерализме такого байденовского толка больше идеализма, чем в стремлении правых республиканцев прикрыть свои материальные интересы высокой религиозной риторикой. (2021)